# Jean Molinet

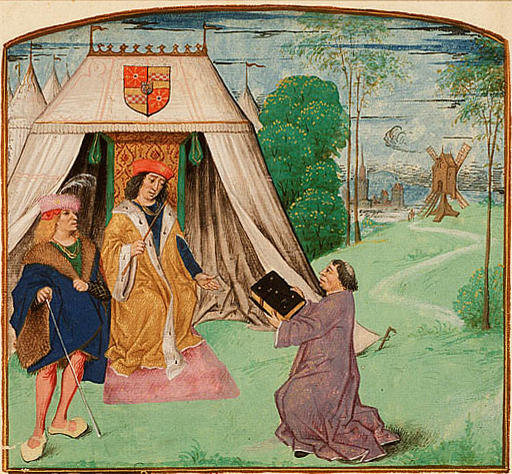
Jean Molinet presenteert zijn boek aan Filips van Kleef

Jean Molinet (Desvres 1435 - Valenciennes, 23 augustus 1507) was een Zuid-Nederlands dichter en kroniekschrijver. Hij is bekend van zijn gemoraliseerde prozaversie van de Roman de la rose.

## Biografie
Hij werd geboren nabij Boulogne-sur-Mer in Frankrijk, dat destijds bij de Bourgondische Nederlanden hoorde. Hij studeerde aan de universiteit van Parijs waar hij Bachelier ès arts werd. Daarna huwde hij en vestigde hij zich in Valenciennes in Henegouwen. In 1464 trad hij in dienst van het Bourgondische hof als secretaris van Georges Chastellain, die hij in 1475 zou opvolgen als historiograaf van de hertogen. Hij werkte voor Filips de Goede tot diens overlijden in 1467. Karel de Stoute hield hem in dienst en na diens overlijden in de veldslag bij Nancy in 1477 bleef hij in dienst van Maria van Bourgondië en later van haar echtgenoot Maximiliaan van Oostenrijk en diens zoon Filips de Schone in 1497. Hij hield de kronieken van het Bourgondische hof bij van 1475 tot 1504. In 1501 werd hij benoemd tot kanunnik aan de Notre-Dame in Valenciennes waar hij overleed op 23 augustus 1507. Hij werd er begraven in de Notre-Dame de la Salle naast zijn voorganger Georges Chastellain.

## Werk
Zijn eerste werk, La complainte de Grece,  schreef hij in dienst van Philips de Goede in 1464. Dit werk moest de politiek van de Bourgondiërs ondersteunen. Le trosne d’honneur is een elegie die hij schreef bij de dood van Philips de Goede in 1467, waarin negen deugden in negen hemelse sferen worden beschreven, waarvan de naam begint met de letters uit de Latijnse naam van de hertog Philippus. Zijn verzameld werk, Les faictz et dictz, dat na zijn dood werd samengesteld, bevat allerlei beschrijvingen van de pracht en praal aan het Bourgondische hof, maar ook van de teloorgang na de dood van Karel de Stoute. Le naufrage de la pucelle  (1477) bijvoorbeeld beschrijft de terechtstelling van twee raadgevers van Karel de Stoute door de gilden in Gent.
Molinet was vrij populair in zijn tijd, sommige van zijn gedichten zoals Le temple de Mars werden herhaaldelijk gepubliceerd. Hij was een van de bekende leden van de Bourgondische poëzieschool, die bekendstaat als de Grands Rhétoriqueurs. Zij beschouwden poëzie als een kunstzinnig ambacht en niet als een uitdrukking van goddelijke inspiratie. Men zou hun kunst kunnen beschrijven met wat Bernard Shaw zei over de Fransen: "Ze letten niet op wat ze zeggen, maar op de manier waarop ze het zeggen." Het laten schitteren van de taal was een zeer belangrijk aspect van hun poëzie. De neef van Molinet, Jean Lemaire de Belges, verbleef enige tijd bij hem in Valenciennes en beschouwde hem als zijn leermeester.
Molinet onderhield nauwe relaties met de bekende musici van zijn tijd zoals Johannes Ockeghem, Antoine Busnois, en Loyset Compère, die regelmatig vernoemd worden in zijn gedichten. Er is van hem één compositie bekend, een vierstemmig rondo, Tart ara mon cueur sa plaisance, dat zeer populair moet geweest zijn, getuige het aantal kopieën dat ervan teruggevonden werd. Hij was trouwens bekend in muzikale kringen. Zo schreef hij een elegie voor Johannes Ockeghem bij diens overlijden, die op muziek werd gezet door Josquin Des Prez.
Zijn verzamelde dichtwerk, samengesteld in 1520, werd voor het eerst uitgegeven als Les faictz et dictz de feu de bone memoire maistre Jehan Molinet in 1531 door Jehan Longis in Parijs. Er waren voordien al wel handschriften gemaakt van Les faictz et dictz (Arras, Bibliothèque municipale Ms. 692 en Bibliothèque nationale de France, James de Rothschild 471).
De Pronostications joyeuses van Jean Molinet werden uitgegeven door Paul Verhuyck en Jelle Koopmans, Genève, Droz, 1998.

## Lijst van bekende werken
- La complainte de Grece (1464)
- Les chroniques (1475-1506)
- Les pronostications joyeuses
- Le romant de la rose moralisé (1500)
- Le trosne d'Honneur (1467)
- L'epitaphe du duc Philippe de Bourgogne (1467)
- La ressource du petit peuple
- Le naufrage de la pucelle (1477)
- Le chappellet des dames (1478)
- Fatras
- La devote loenge a glorieuse Vierge Marie
- La déploration sur la mort du compositeur Ockeghem (na februari 1497)
- Le temple de mars

- Bibliothèque nationale de France: cb12117040r (data)
- Gemeinsame Normdatei: 104123303
- International Standard Name Identifier: 0000 0000 8169 4657
- Library of Congress Control Number: n84094819
- MusicBrainz: 190a6248-84de-489f-9d78-ec585cae4095
- Nationale Bibliotheek van Tsjechië: mub2016916179
- Nationale bibliotheek van Australië: 35514069
- Nationale Bibliotheek van Israël: 987007265555005171
- Nederlandse Thesaurus van Auteursnamen: 07081211X
- LIBRIS: 208771
- Système universitaire de documentation: 029572959
- Trove: 980570
- Virtual International Authority File: 41872367